# Шамраевский, Исаак Михайлович
Исаак Михайлович Шамра́евский (1898 — 1961) — конструктор, специалист в области котлостроения.

## Биография
В 1925 году окончил с отличием Харьковский технологический институт.
С 1926 года занимал должности старшего инженера, начальника технического бюро, главного конструктора, начальника монтажного бюро паровых котлов, заместителя главного инженера по энергомашиностроению ЛМЗ имени И. В. Сталина. После создания в 1931 года ЦККБ назначен начальником конструкторского отдела. Под его руководством были спроектированы первые отечественные мощные трехбарабанные котлы 2500 кв. м., внедрены методы пылевого сжигания топлива. С 1933 года — начальник производственного отдела Всесоюзного объединения «Котло-турбина». В 1935 году стал главным конструктором и возглавил КБ ЛМЗ имени И. В. Сталина, затем переведен на должность помощника главного инженера завода по энергомашиностроению.
В годы Великой Отечественной войны руководил эвакуацией КБ из осажденного Ленинграда на Урал, организацией и наладкой спецпроизводства на новом месте, разработкой проекта первых отечественных котлов высокого давления.
С 1944 года жил в Таганроге, работал главным инженером, заместителем главного конструктора крупнейшего в стране завода «Красный котельщик».

## Награды и премии
- Сталинская премия второй степени (1949) — за разработку и освоение производства серии мощных котлов высокого давления (мощностью 230 т. пара в час)
- орден Трудового Красного Знамени
- медали

## Научная деятельность
Многие годы Шамраевский был членом редколлегии журнала «Советское котлотурбостроение». Его перу принадлежат около 20 печатных работ, в том числе справочники по котлостроению, авторские свидетельства на разработку общей технологии изготовления сварных барабанов и других сосудов на базе автоматической сварки под слоем флюса, конструкции и технологии изготовления сварных барабанов высокого давления из листового проката взамен кованых.